# Izzat Artykov
Izzat Artykov (in kirghiso Иззат Артыков?; Toktogul, 8 settembre 1993) è un sollevatore kirghizo attivo nella categoria dei pesi leggeri (fino a 69 kg.).

## Carriera
Nel 2016 Artykov conquistò la medaglia d'oro ai Campionati asiatici di Tashkent con 338 kg. nel totale e, qualche mese dopo, si presentò alle Olimpiadi di Rio de Janeiro 2016, dove concluse la competizione al 3º posto finale con 339 kg. nel totale.
Tuttavia, al successivo controllo antidoping risultò positivo alla stricnina, venendo squalificato per due anni e privato della medaglia di bronzo olimpica, riassegnata al 4º classificato della stessa gara, il colombiano Luís Javier Mosquera-Lozano.
Rientrato dalla squalifica, vinse la medaglia di bronzo ai Giochi Asiatici di Giacarta 2018 con 330 kg. nel totale.
Ai Campionati mondiali di sollevamento pesi vanta come miglior risultato un 19º posto nell'edizione di Almaty 2014.